# Administración Nacional de Telecomunicaciones (Uruguay)
La Administración Nacional de Telecomunicaciones (o por su nombre comercial, Antel) es la compañía estatal de telecomunicaciones del Uruguay de telefonía móvil,  fija y de las conexiones a internet por cable. Antel cuenta con el monopolio sobre el mercado de telefonía fija en Uruguay.

## Creación
Creado como servicio descentralizado por decreto-ley N.º 14.235 del 25 de julio de 1974. En dicha norma se traspasaron las funciones de la Dirección Nacional de Comunicaciones, la Dirección General de Telecomunicaciones y el sector de Telecomunicaciones, que hasta entonces funcionaban en la órbita de la Administración General de las Usinas y Teléfonos del Estado, creándose dos compañías especializadas, una para las telecomunicaciones y otra para la generación, transmisión y distribución de energía eléctrica.

## Servicios

### Telefonía fija (1984-2023)

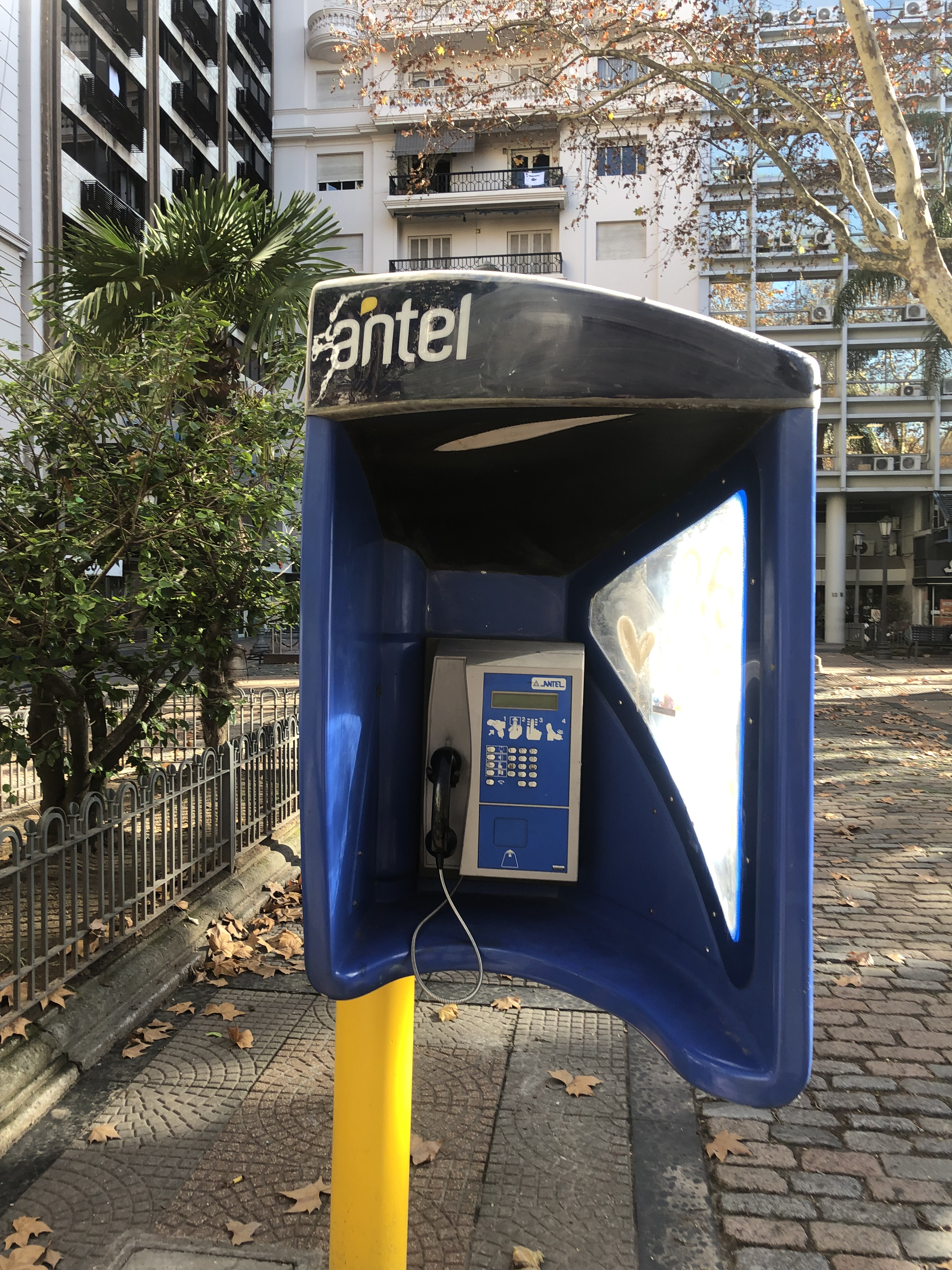
Cabina telefónica en la Plaza Cagancha, Montevideo.

Bajo la marca Antel la telefónica estatal brinda sus servicios de telefonía fija nacional e internacional, telefonía pública y telecentros. En telefonía fija Antel opera en régimen de monopolio, por lo tanto sus usuarios no tienen opción de elegir otro operador, estando supeditados así a los costos que la empresa estatal decida establecer. En telefonía internacional Antel compite con otros 17 operadores. A partir de junio de 2020 Antel poseía el 71% del tráfico de larga distancia internacional saliente, seguida por Movistar (15%), Telmex (7%), y otros (7%). En 2021 Antel contaba con aproximadamente 1'200.000 líneas fijas e Internet.

### Telefonía móvil
Antel posee una división de telefonía móvil o celular, antes identificada con el nombre Ancel. Esta división actúa en régimen de competencia con dos empresas privadas de capital extranjero: AM Wireless Uruguay S.A. (Claro) y Telefónica Móviles de Uruguay S.A. (Movistar).
Comenzó a operar el 1 de setiembre de 1994. En febrero de 2007 llegó al millón de un usuarios en el país y, en 2010 alcanzó 1'800.000. De acuerdo a información de la Unidad Reguladora de Servicios de Comunicaciones, en 2020, Antel tenía el 53% del mercado de servicios móviles, Movistar el 31% y Claro el 16%. En marzo de 2016 alcanzó el millón de servicios móviles LTE. En 2021 Antel movil contaba con aproximadamente 4'650.000 líneas de telefonía móvil activas.
Antel usa tecnología GSM (2G) en la banda de 900 y 1800MHz (banda europea), UMTS (3G) en las bandas de 850MHz y 2100MHz (banda europea) a partir del año 2008, y LTE(4G) en las bandas es 1700MHz y 2100MHz (Banda 4) a partir de 2011. Desde 2019, Antel es el primer operador en América Latina en ofrecer una red 5G, con velocidades mayores a 1gbps. 
Antel asigna a sus nuevos números de teléfono móvil los prefijos 099, 098, 091 o 092, y desde el exterior; +59899, +59898, +59891 o +59892. Sin embargo, y en caso de que el cliente venga de otra operadora y haya decidido portar el anterior, se conservarán las numeraciones de las otras empresas, como 094 o 096.

### Internet y datos
Antel también posee una división de prestación de servicios de transmisión de datos e Internet, antes llamada Anteldata. En ADSL, la empresa es monopólica. Compite con otros operadores en otros métodos de acceso a internet, como el sistema 3G. A junio de 2010 Antel proveía el 95,0% de los servicios no conmutados de acceso a Internet. Dedicado proveía el 4,35% y otros operadores el 0,14% restante. En cuanto a servicios punto-punto nacionales e internacionales, Antel tenía el 97% del mercado y Dedicado el 3% del mercado
Adicionalmente, Antel administra los nombres del dominio de segundo nivel ".com.uy" o ".uy" en Uruguay.

### Streaming
También cuenta con el portal de streaming Antel TV que permiten acceder y ver contenidos audiovisuales en vivo sobre internet. Cuenta con numerosas señales Nacionales e Internacionales, cientos de vídeos de deporte, tecnología, novedades, series y cultura, así como exclusivas transmisiones en vivo de eventos de relevancia e importancia.

### Venta de entradas
También cuenta con la plataforma TickAntel para la venta de entradas a espectáculos culturales y deportivos.

### Operaciones internacionales
En julio de 2011, Antel recibió la habilitación FCC 214 para operar en el mercado estadounidense a través de la empresa Antel USA Inc., con sede en Miami.

### Antel Integra
Proyecto creado con el fin de colaborar principalmente con los hogares de menor poder adquisitivo proporcionándoles un PC reciclado, con software libre y acceso a Internet. Para ello se fomenta la donación de equipos informáticos en desuso, que sean donados por empresas y particulares. Este proyecto no solo integra, sino que ayuda y colabora con el medio ambiente.

### TV e Internet y datos
Desde el mes de junio de 2019 ANTEL y la Unidad Reguladora de Servicios de Comunicaciones recibió la habilitación a más de 7 licencias de televisión por cable, datos e internet que los cuales 3 liencias de televisión por cable, datos e internet en Montevideo son:TCC, Montecable y Nuevosiglo.

## Grupo Antel

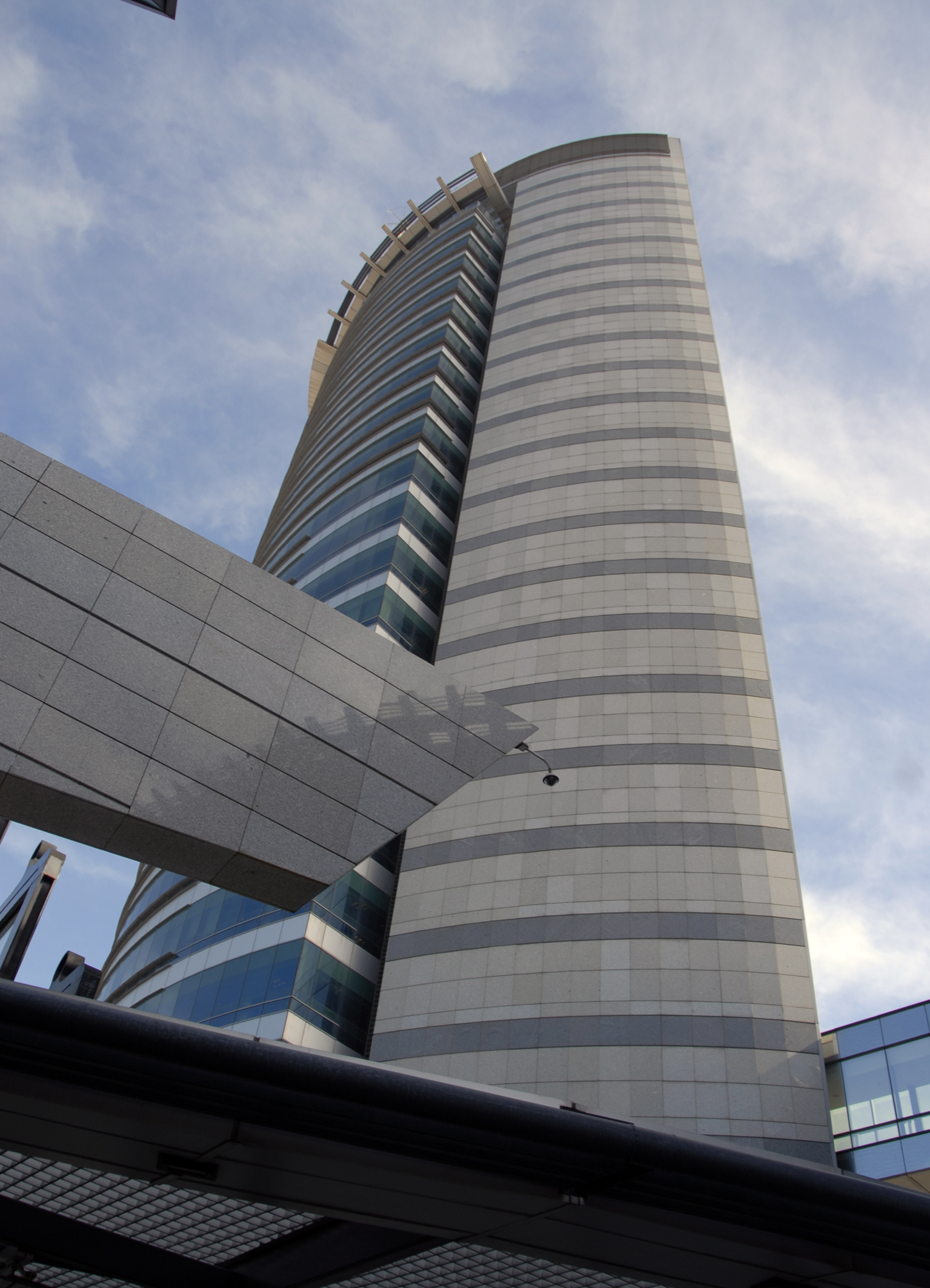
Complejo Torre de las Comunicaciones

Antel es accionista de varias empresas de derecho privado:

- ACCESA; presta servicios de call center o centro de llamadas a otras empresas.
- HG: realiza proyectos de integración tecnológica y de servicios, asociados al desarrollo y operación de sitios webs y portales.
  - ITC: se dedica a proveer servicios de consultoría, asesoramiento profesional y asistencia técnica en telecomunicaciones, tecnología de la información, organización y recursos humanos, gestión estratégica y de operaciones
- Antel USA Inc.: recibió autorización FCC 214 para operar en el mercado estadounidense desde Miami.
- Ancel y Antel Data: Hasta 2011 poseía ambas marcas, las cuales fueron absorbidas por la marca Antel.

## Infraestructura

### Torre de las telecomunicaciones

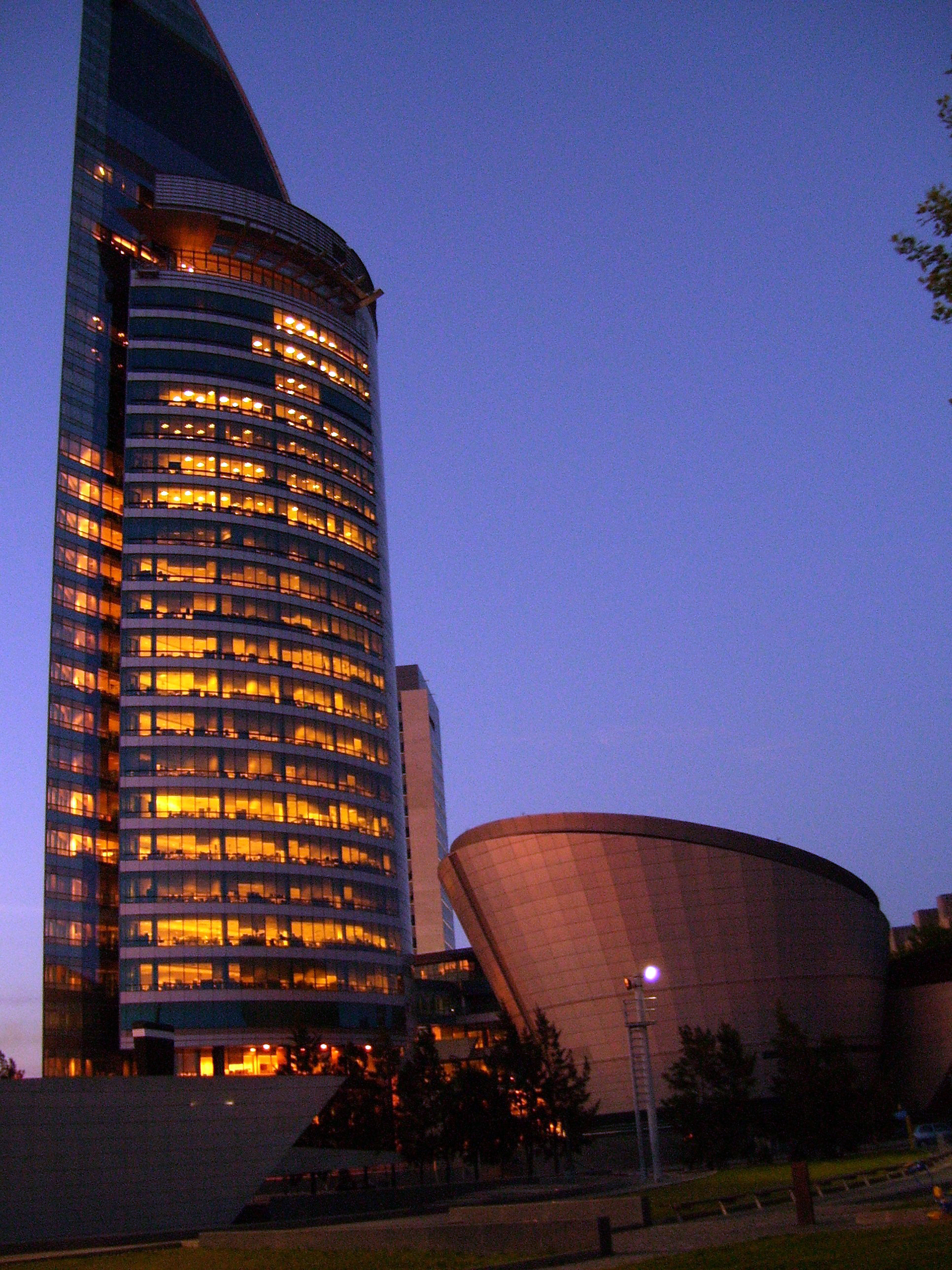

El complejo Torre de las Telecomunicaciones, es la sede de la compañía estatal de telecomunicaciones, es un amplio conjunto de edificios conformado por el edificio José D'Elía, el espacio avanza, dos auditorios, un anfiteatro y la Torre principal, el edificio Joaquín Torres García,  en donde se ubican sus oficinas y el mirador panorámico. Esta torre es el edificio rascacielos más alto de Uruguay. Su altura total es de 158m. Tiene 35 plantas y 20 000m² aproximadamente.

### Antel Arena
Cuenta también con un estadio cerrado y multipropósito, ubicado en el barrio de Villa Española de Montevideo. El cual posee una capacidad para 12.000 espectadores. La obra, que finalmente costó 90.5 millones de dólares, pese a que habían anunciado que su costo era menos de la mitad, comenzó en mayo de 2014, y luego de estar parada durante algún tiempo, tuvo su inauguración el 12 de noviembre de 2018 con un espectáculo que reunió a varios referentes de la música nacional y regional.

### Centro de datos
El Datacenter Internacional Ingeniero José Luis Massera, ubicado en el Polo Tecnológico de la ciudad de Pando, departamento Canelones, cuenta con una amplia infraestructura de más de 12.500 m², cuyo principal objetivo es brindar soluciones a las iniciativas y proyectos empresariales del sector privado y público, como también al sector de servicios de internet, financiero, a los sectores de la salud y a las grandes empresas comerciales y de tecnologías de la información, también brindar un amplio respaldo y seguridad a los activos digitales de empresas de la región. Ofreciendo también un mejorado acceso a tecnologías de almacenamiento de gran capacidad en la nube para usuarios particulares, así como también albergar una sala de informática y  áreas de soporte.
Cabe destacar que este servicio se complemento, con la instalación del nuevo cable submarino de fibra óptica en conjunto con Google.

### Parque de vacaciones
Posee un parque de vacaciones con 483 hectáreas de bosques y sierras, además del servicio de hospedaje. El parque, está ubicado en la Ciudad de Minas sobre el departamento de Lavalleja. El parque también es propiedad de la Administración Nacional de Usinas y Transmisiones Eléctricas, por eso su nombre Parque de Minas - Parque de Vacaciones UTE y ANTEL.

## Antel en el deporte

### Copa Antel
Antel realiza desde la temporada 2011 una copa de verano en Uruguay. Su sistema de disputa tuvo algunos cambios menores. Actualmente participan cuatro equipos, Nacional y Peñarol, que disputan el clásico del fútbol uruguayo; y dos clubes invitados que han sido tanto del fútbol uruguayo como otros destacados de origen sudamericano.

### Patrocinio
Antel patrocina a los dos equipos grandes del fútbol uruguayo, el Club Nacional de Football y el Club Atlético Peñarol, desde la temporada 2009 como Ancel, y desde 2011 como Antel. También es patrocinador oficial de la Selección Uruguaya de fútbol.

## Logotipos anteriores

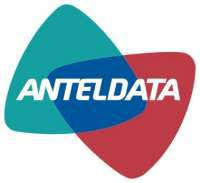
Proveedor de internet
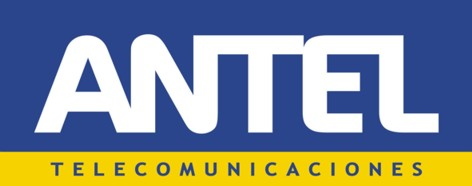
Proveedor de telefonía fija
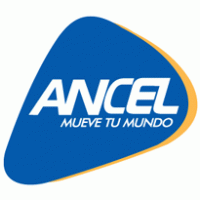
Proveedor de telefonía móvil

## Autoridades
En el ejercicio actual 2025-2030 el directorio del ente está presidido por Alejandro Paz.
El lunes 19 de mayo de 2025, la economista y dirigente política Laura Raffo asumió formalmente como directora de Antel 